# Johanngeorgenstadt
Johanngeorgenstadt település Németországban, azon belül Szászország tartományban. Lakosainak száma 3749 fő (2023. december 31.). Johanngeorgenstadt Nové Hamry és Potůčky községekkel határos.

## Fekvése
Plauentől keletre, Csehország határán fekvő település.

## Története
Johanngeorgenstadtaz Érchegység nagyobb bányásztelepüléseinek egyik legfiatalabbika, 1653-ban létesült. Nevét alapítójáról, I. János György választófejedelemről kapta a szomszédos csehországi Blatná (Platten) városkából a katolikus császári önkény elől elmenekült lutheránusoktól, hálából, amiért befogadták őket. Az itt bányászattal foglalkozó jövevények itt házakat építettek, városházát és templomot emeltek. 1867-ben egy nagy tűzvész elpusztította a várost, mely azonban hamarosan újraépült. A lakosság a bányászat helyett ekkoriban már más ipari tevékenységet folytatott, főként a bőrkesztyűkészítés terjedt el, majd az 1920-as évekre a település a téli sportok fellegvárává fejlődött.

## Galéria

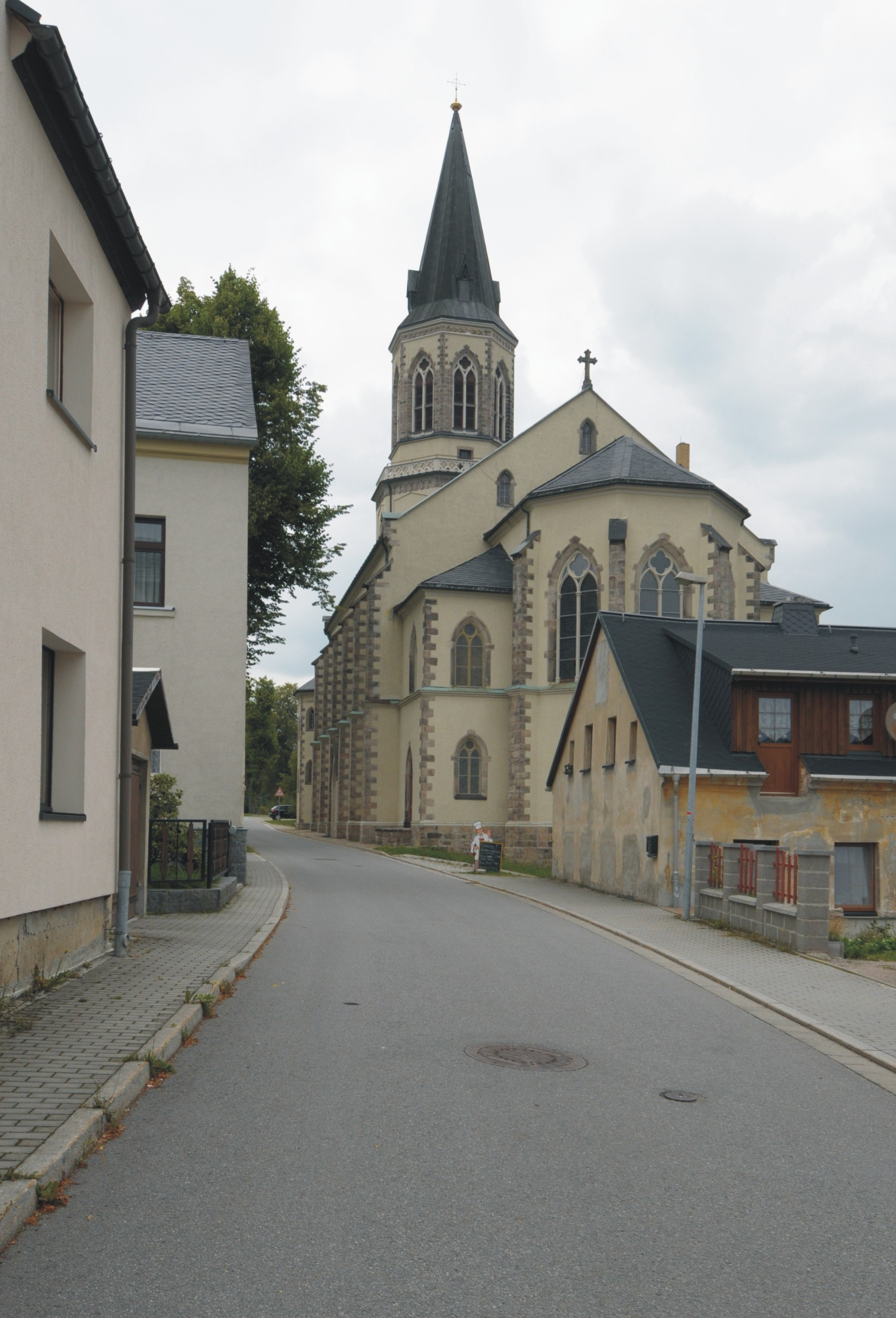
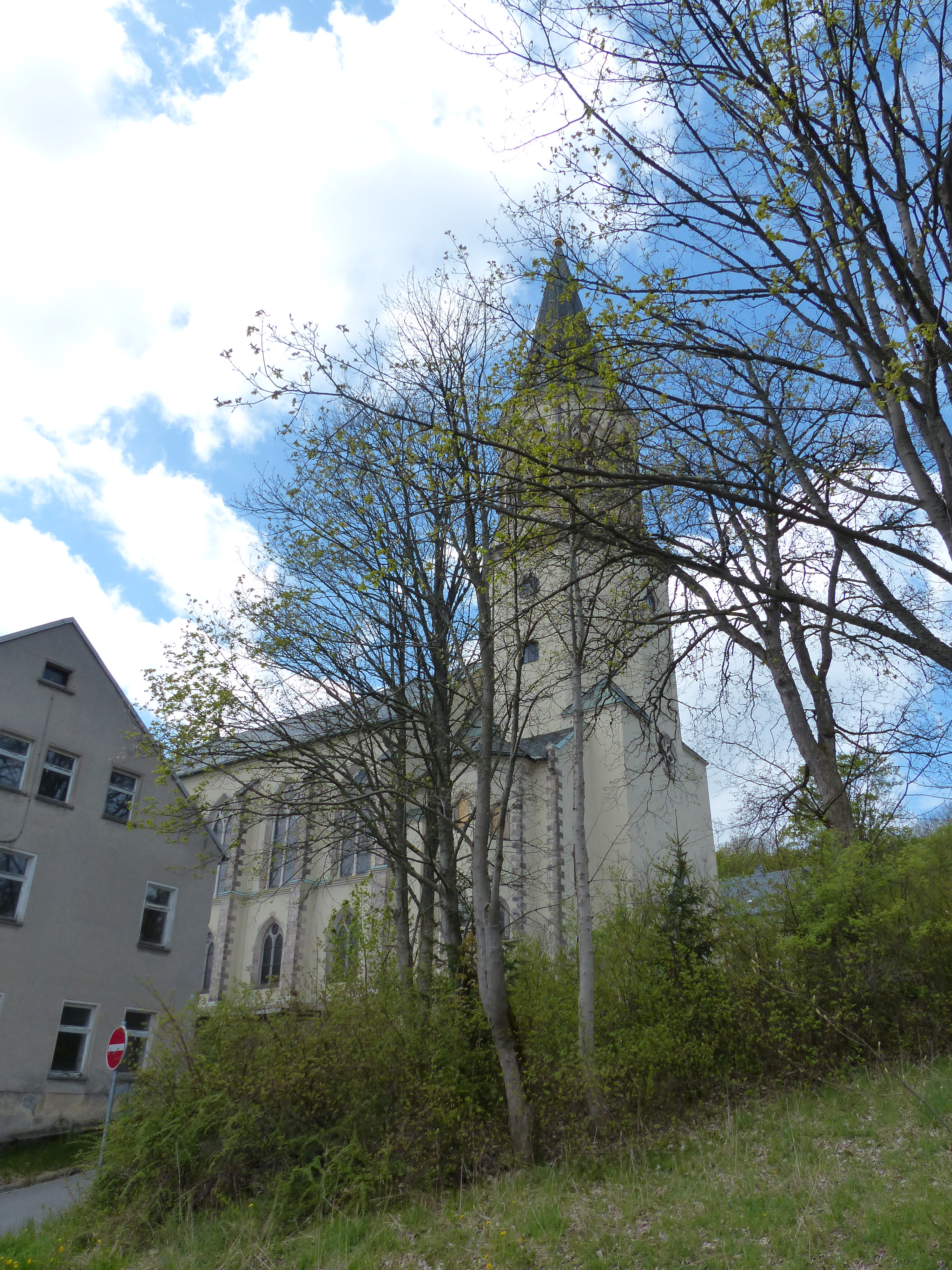
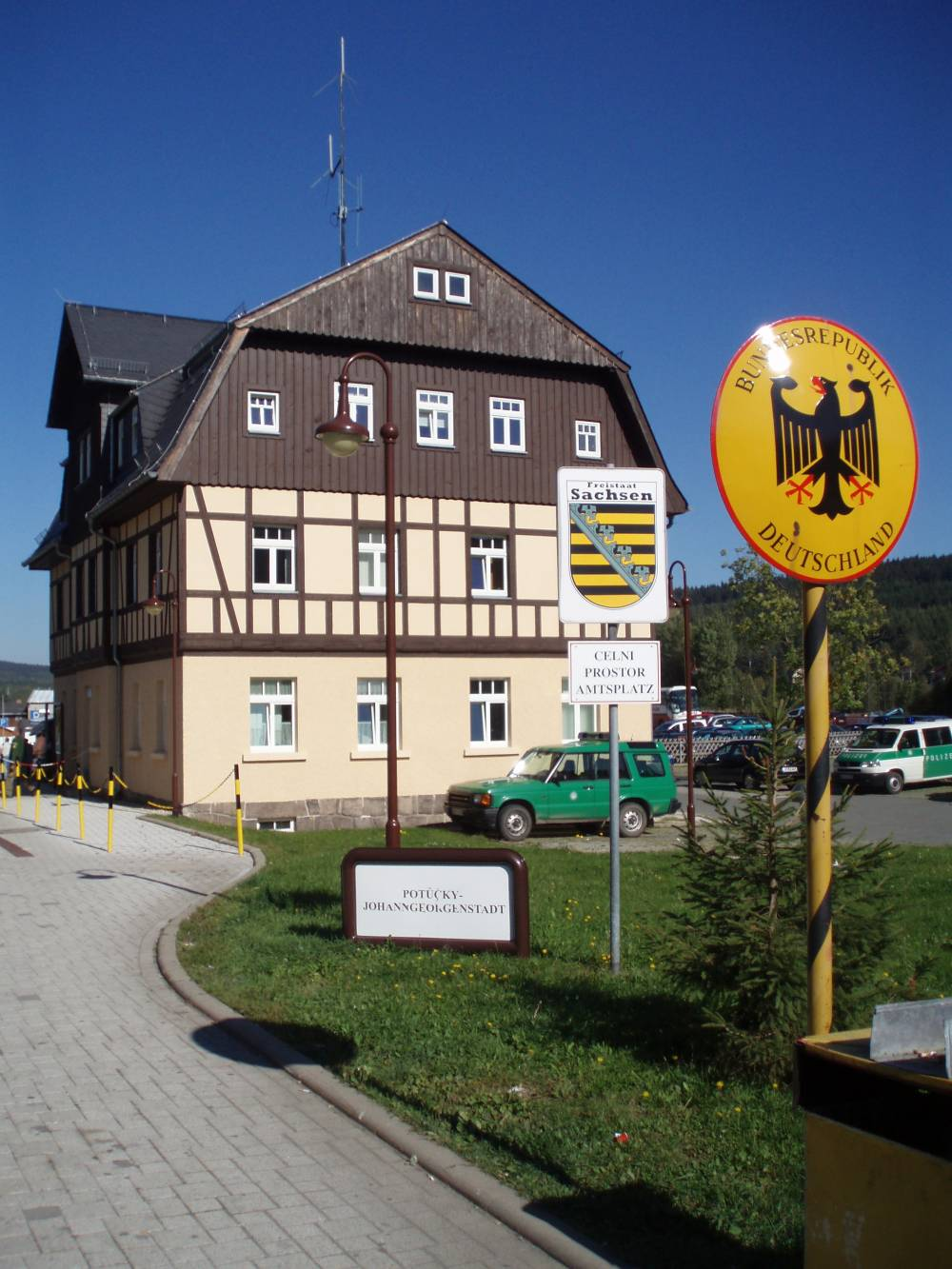
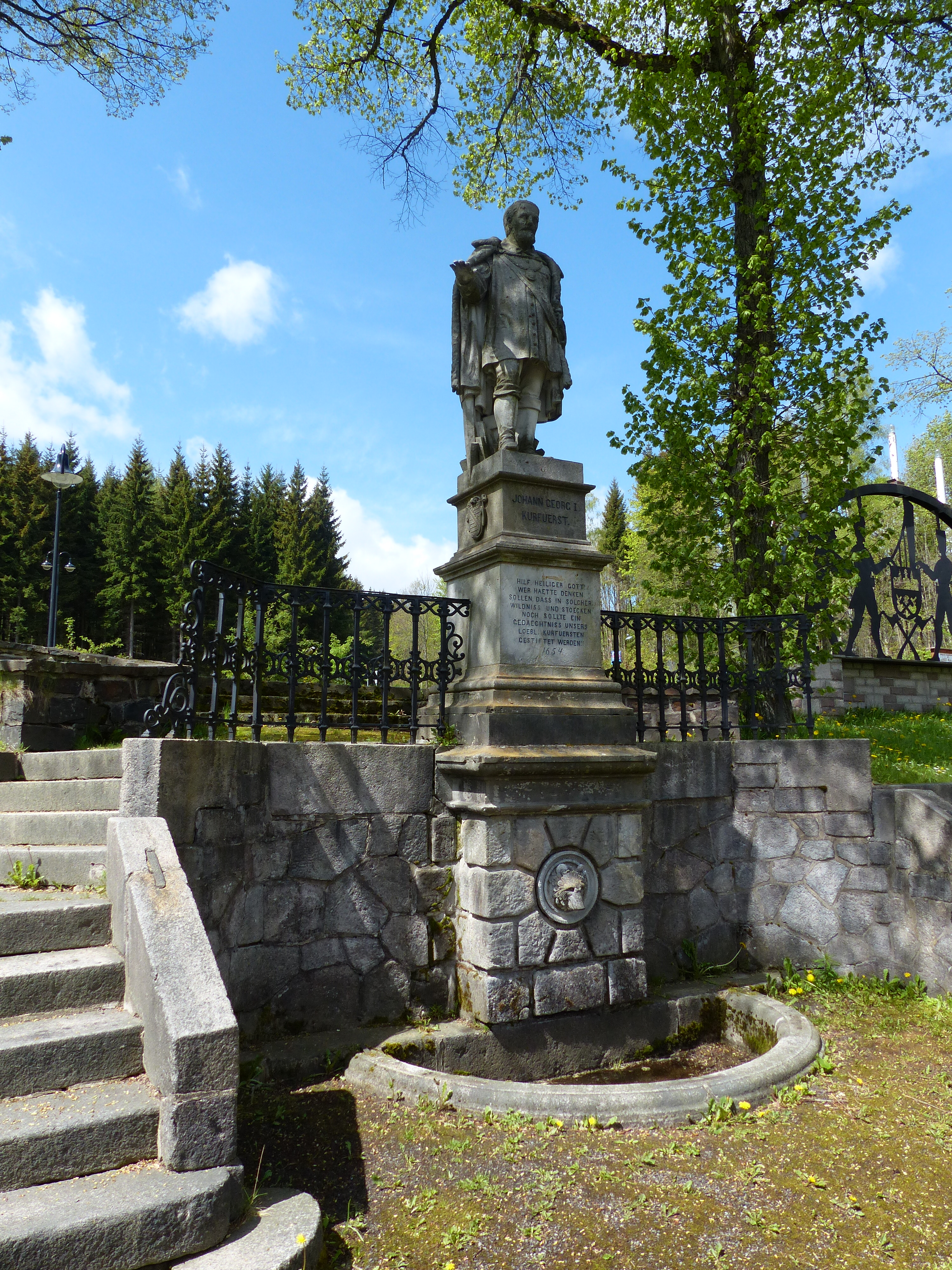
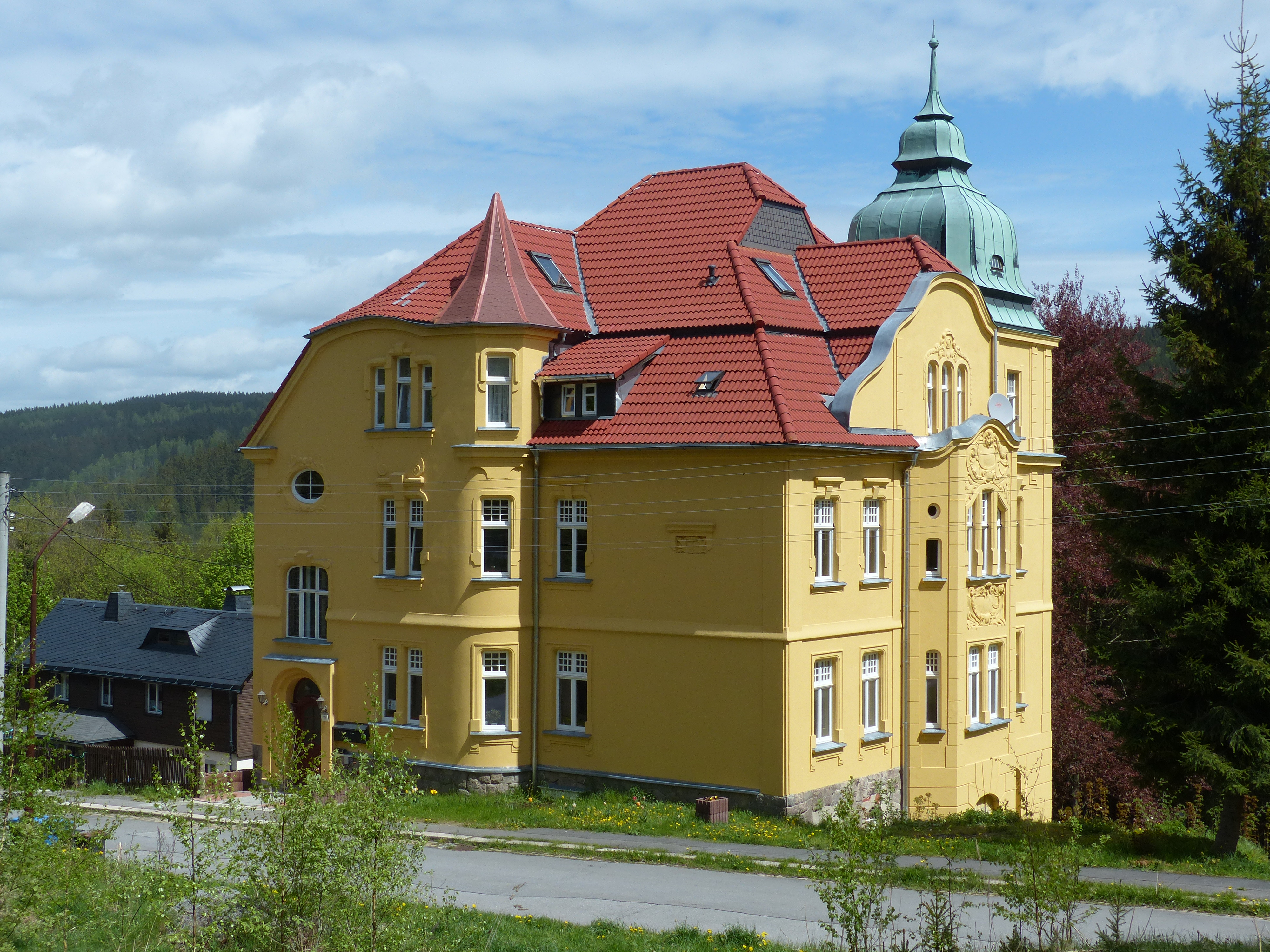
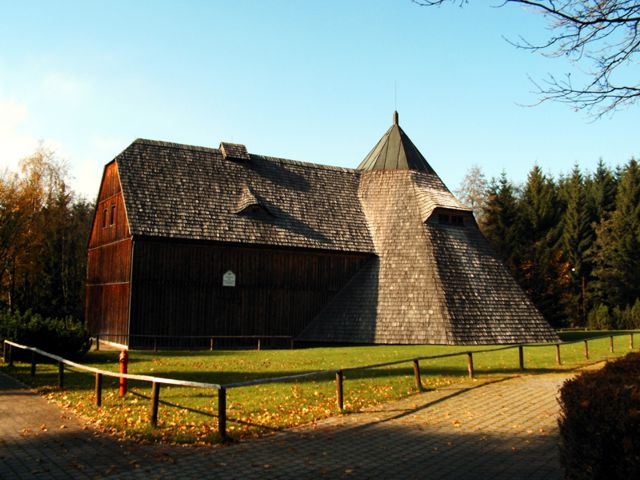
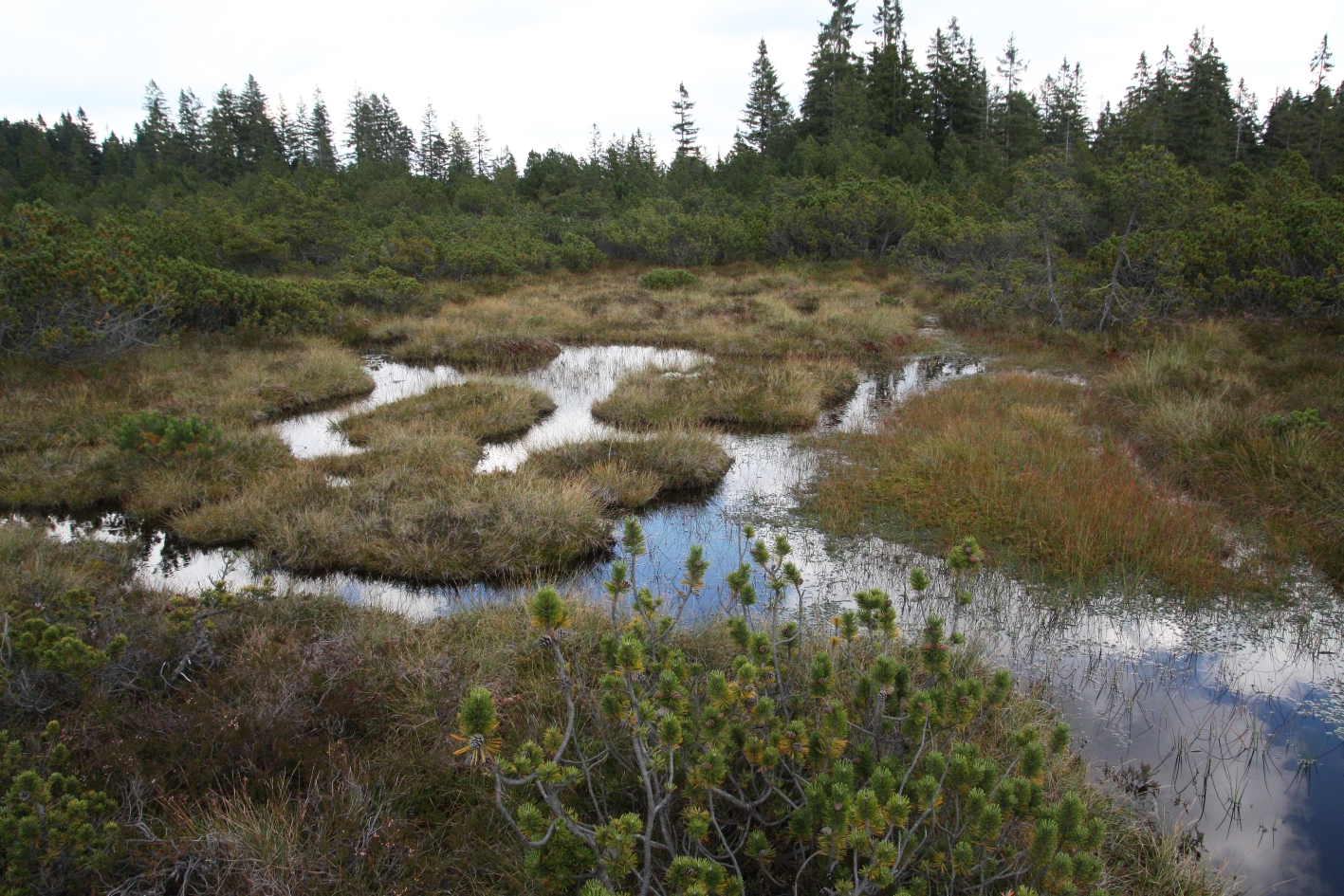
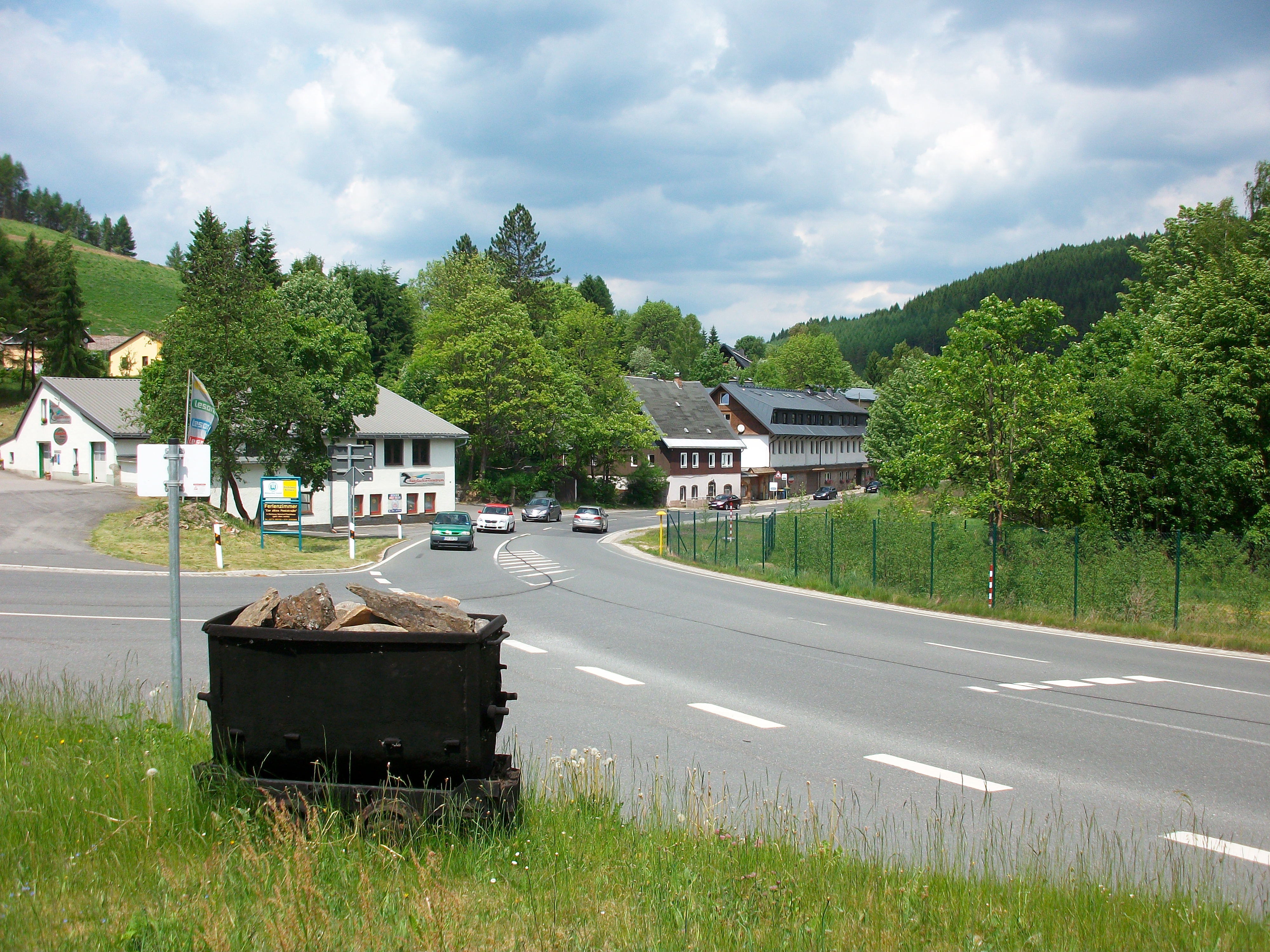
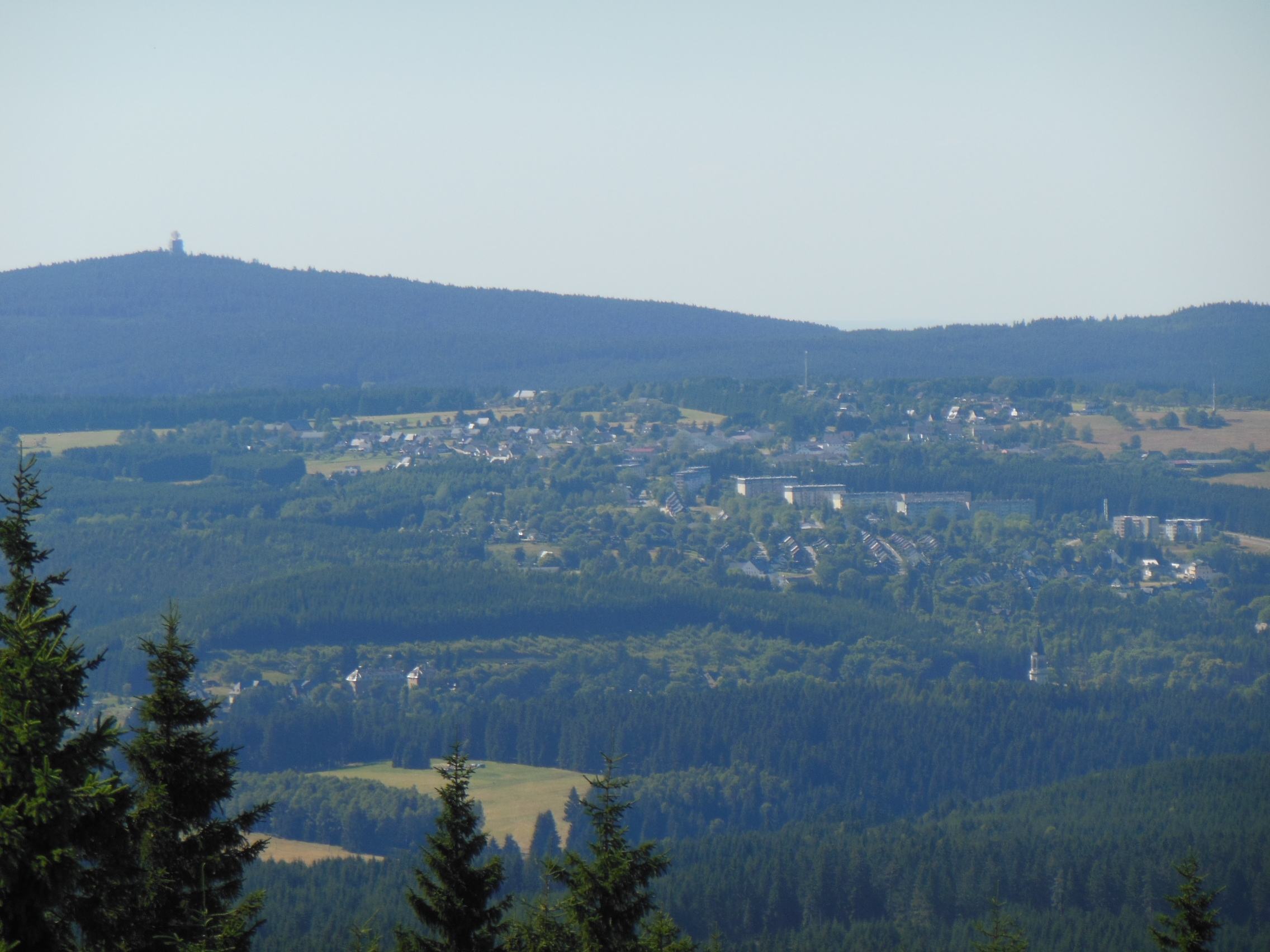
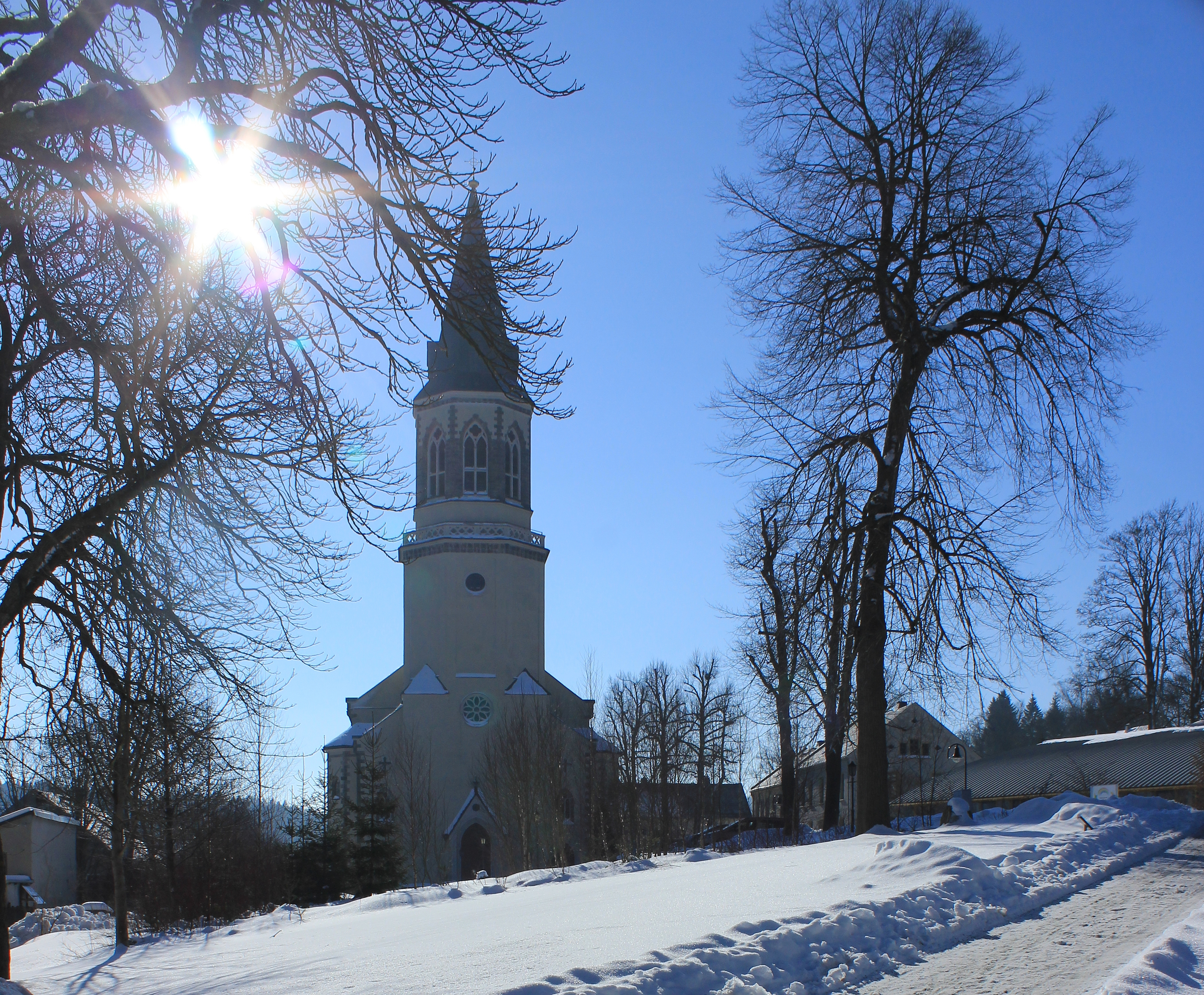
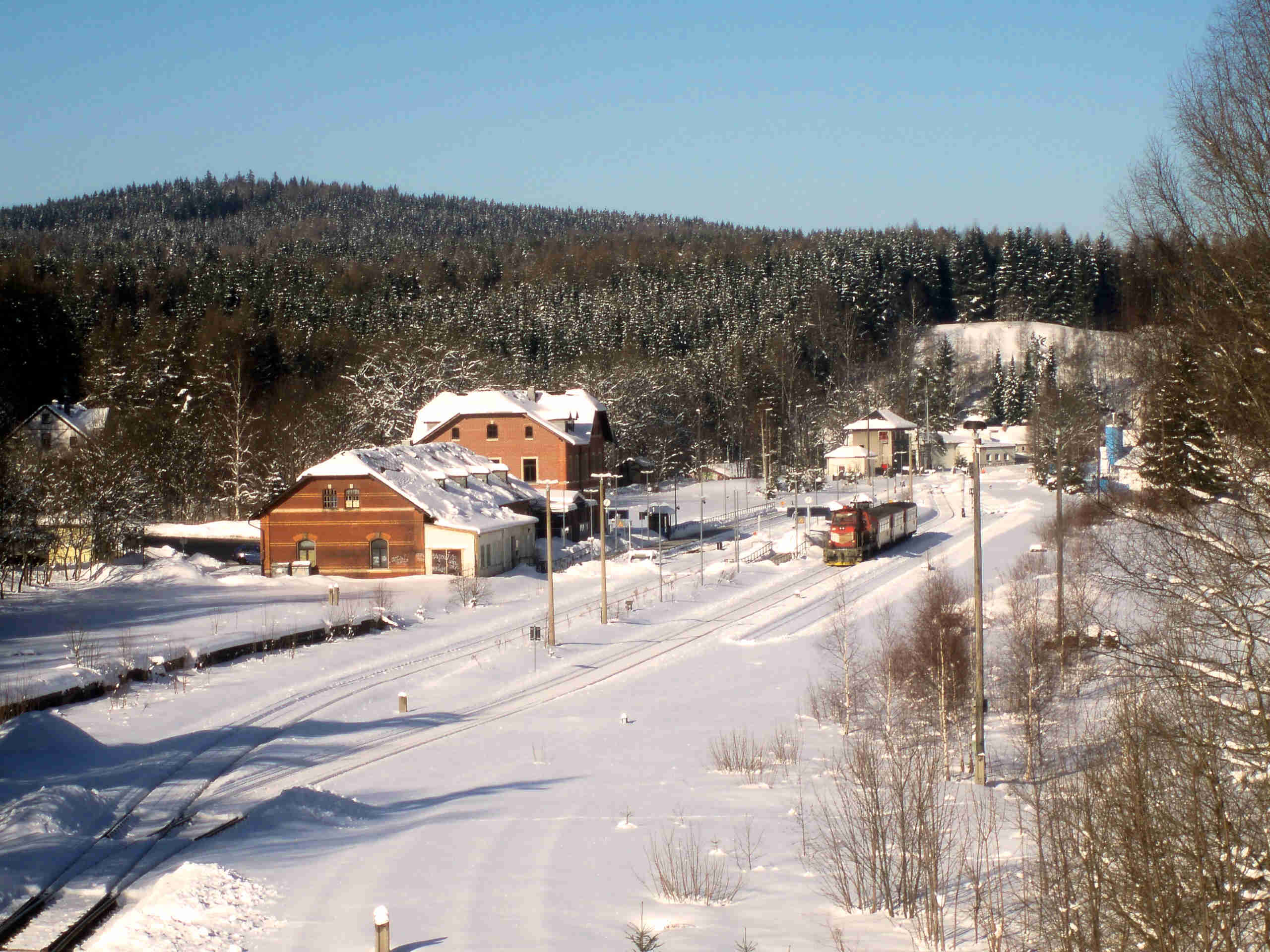
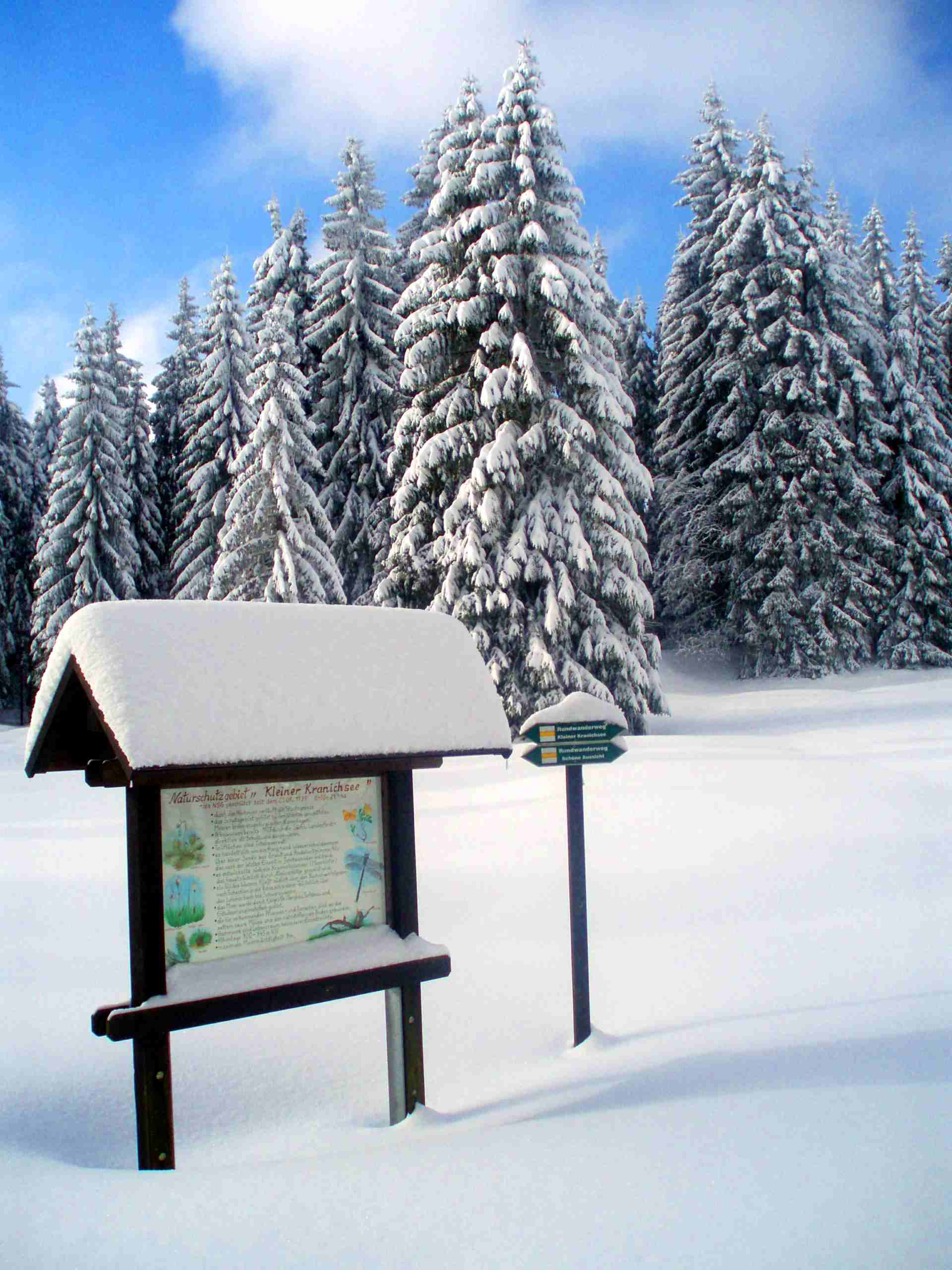
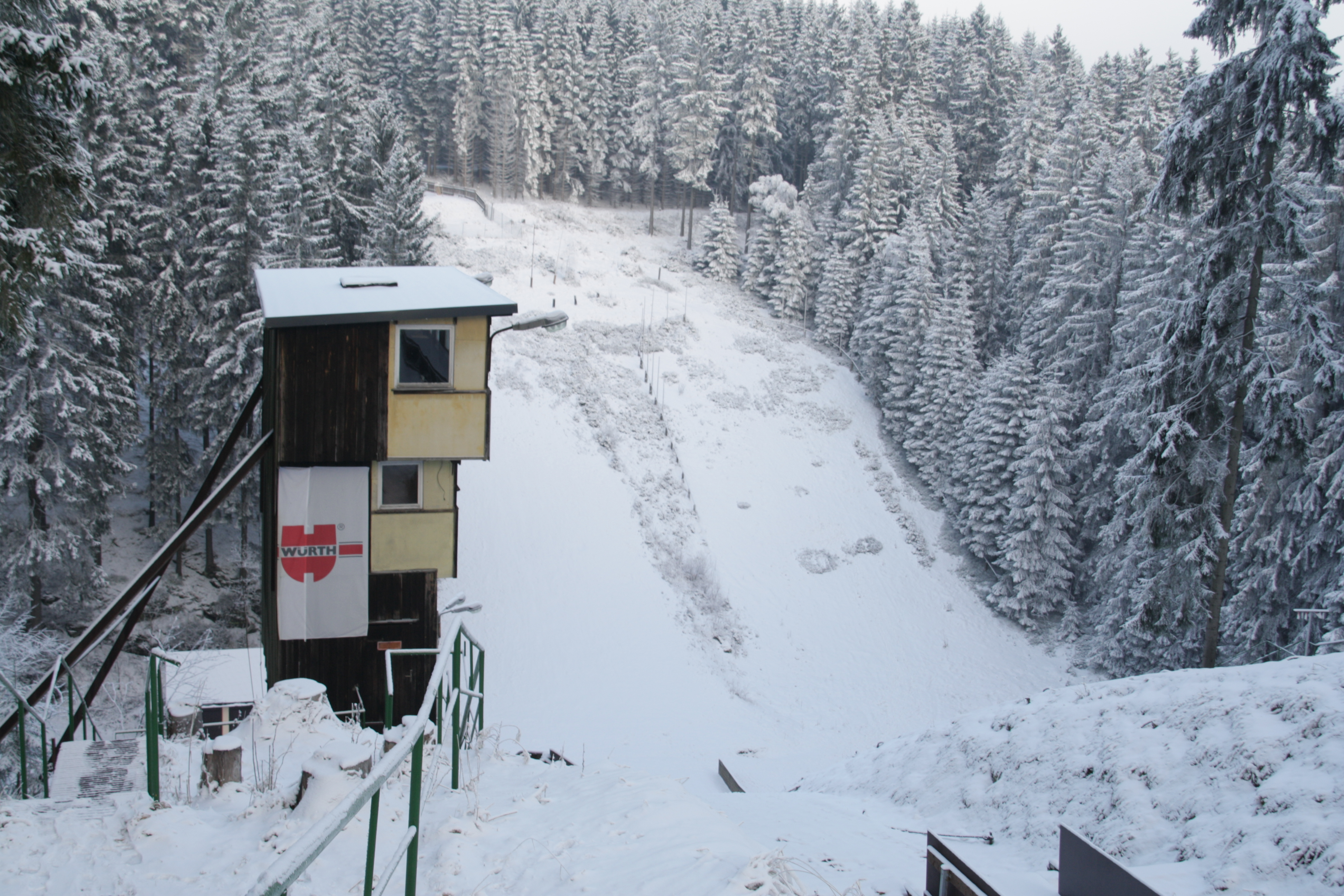
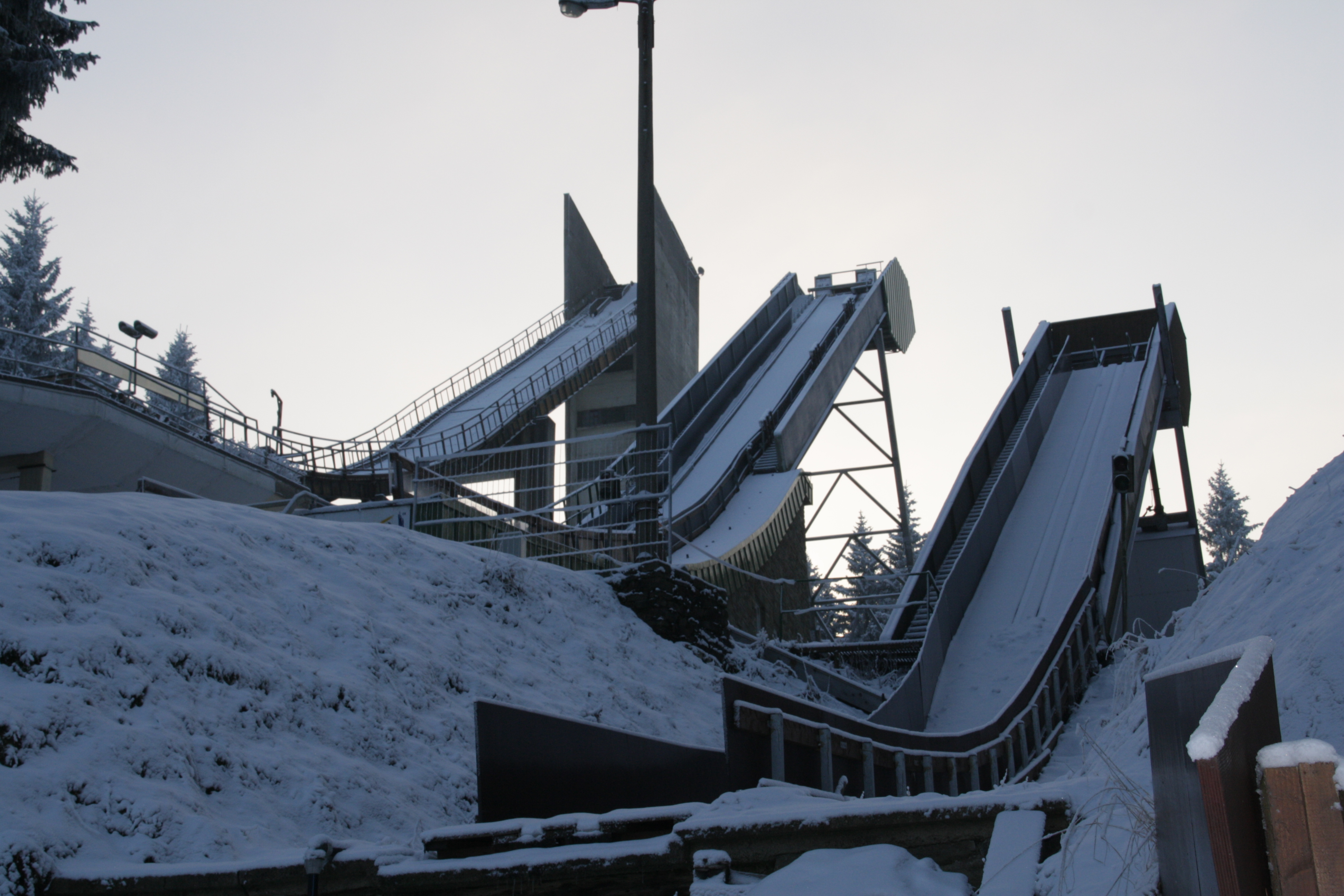

## Népesség
A település népességének változása:
| Lakosok száma | 4135 | 3991 | 3973 | 3758 | 3783 | 3749 |
|               | 2015 | 2017 | 2019 | 2021 | 2022 | 2023 |